# Amphicteis uncopalea
Amphicteis uncopalea är en ringmaskart som beskrevs av Chamberlin 1919. Amphicteis uncopalea ingår i släktet Amphicteis och familjen Ampharetidae. Inga underarter finns listade i Catalogue of Life.